# 336 Lacadiera
336 Lacadiera là một tiểu hành tinh lớn ở vành đai chính. Nó được xếp loại tiểu hành tinh kiểu D, và có thành phần cấu tạo dường như bằng silicate giàu hợp chất hữu cơ, cacbon và silicate khan.
Tiểu hành tinh này do Auguste Charlois phát hiện ngày 19.9.1892 ở Nice, và được đặt theo tên làng La Cadière-d'Azur, ở Var, Pháp.